# Nhà nước Slovene, Croat và Serb
Vương quốc Slovene, Croat và Serb (tiếng Serbia-Croatia: Država Slovenaca, Hrvata i Srba / Држава Словенаца, Хрвата и Срба; tiếng Slovene: Država Slovencev, Hrvatov in Srbov) là một thực thể chính trị được thành lập vào tháng 10 năm 1918, vào cuối Chiến tranh thế giới thứ nhất, bởi người Slovenia, Croatia và Serb cư trú ở những phần cực nam của Đế quốc Áo-Hung. Mặc dù không được quốc tế công nhận, nhưng đây là hiện thân đầu tiên của một nhà nước Nam Tư được thành lập dựa trên hệ tư tưởng Liên Slav. Ba mươi ba ngày sau khi được tuyên bố, nhà nước đã gia nhập Vương quốc Montenegro và Vương quốc Serbia để thành lập Vương quốc Serb, Croat và Slovene.